# Pyrausta rueckbeili
Pyrausta rueckbeili là một loài bướm đêm trong họ Crambidae.